# 平賀干拓
平賀干拓（ひらかかんたく）は、千葉県印西市の大字。2017年9月30日現在の人口は0人。郵便番号270-1600。

## 地理
北は山平一区、山田干拓二区、北東は成田市北須賀、東は成田市下方、南東は酒々井町印旛沼新田、南は佐倉市大佐倉干拓、南西は佐倉市萩山新田干拓、佐倉市飯田干拓、西は山田干拓一区、北西は平賀に隣接している。

## 施設
- 平賀機場下機場
- 平賀干拓機場
- 平賀干拓第2機場
- 平賀干拓第3機場
- 平方橋機場